# Rio Drighiu
O Rio Drighiu é um rio da Romênia, afluente do Luncşorul, localizado no distrito de Sălaj.